# Bahnstrecke Blesme-Haussignémont–Chaumont
| Ehemaliger Bahnhof Saint-Eulien, Meuse um 1900 |                      |                                                                  |                                                                  |
| Streckennummer (SNCF): | 020 000              |                                                                  |                                                                  |
| Streckenlänge: | 89,3 km              |                                                                  |                                                                  |
| Spurweite: | 1435 mm (Normalspur) |                                                                  |                                                                  |
| Stromsystem: | 25 kV 50 Hz ~        |                                                                  |                                                                  |
| Maximale Neigung: | 6,3 6 ‰              |                                                                  |                                                                  |
| Streckengeschwindigkeit: | 160 km/h             |                                                                  |                                                                  |
| Zweigleisigkeit: | ja                   |                                                                  |                                                                  |
| |                      |                                                                  |                                                                  |
| \| \| \| Bahnstrecke Paris–Strasbourg von Paris Gare de l’Est \| \| \| \| 217,1 \| Blesme-Haussignémont \| 109 m \| \| \| \| Bahnstrecke Paris–Strasbourg nach Straßburg \| \| \| \| 223,5 \| Saint-Vrain \| 141 m \| \| \| 225,5 \| Vouillers \| 142 m \| \| \| 227,2 \| Saint-Eulien \| 142 m \| \| \| 228 \| Départementsgrenze Marne / Haute-Marne \| Départementsgrenze Marne / Haute-Marne \| \| \| 230 \| Villiers-en-Lieu \| 140 m \| \| \| 234,3 \| Saint-Dizier \| 145 m \| \| \| \| N4 \| \| \| \| \| Bahnstrecke Revigny–Saint-Dizier nach/von Revigny \| \| \| \| 235,3 \| Bahnstrecke St-Dizier–Doulevant-le-Château nach Doulevant-le-Ch. \| Bahnstrecke St-Dizier–Doulevant-le-Château nach Doulevant-le-Ch. \| \| \| 238 \| Marnaval \| 148 m \| \| \| \| Départementsgrenze Haute-Marne / Marne \| \| \| \| 239,8 \| Ancerville-Güe \| 153 m \| \| \| \| Bahnstrecke Guë–Menaucourt nach Menaucourt \| \| \| \| \| Départementsgrenze Marne / Haute-Marne \| \| \| \| 240,4 \| Canal de la Marne à la Saône (12 m) \| Canal de la Marne à la Saône (12 m) \| \| \| \| \| \| \| \| 240,6 +242,2 \| Marne (2×) (112+89 m) \| Marne (2×) (112+89 m) \| \| \| \| \| \| \| \| 242,6 \| Canal de la Marne à la Saône (12 m) \| Canal de la Marne à la Saône (12 m) \| \| \| 244,6 \| Eurville \| 159 m \| \| \| 249,3 \| Bayard \| 165 m \| \| \| 253,5 \| Chevillon \| 171 m \| \| \| 257,7 \| Curel-Autigny \| 177 m \| \| \| 261,2 \| Canal de la Marne à la Saône (15 m) \| Canal de la Marne à la Saône (15 m) \| \| \| 261,3 \| Marne (70 m) \| Marne (70 m) \| \| \| \| Bahnstrecke Jessains–Sorcy von Montier-en-Der \| \| \| \| 263,6 \| Joinville \| 188 m \| \| \| \| Bahnstrecke Jessains–Sorcy nach Gondrecourt \| \| \| \| 268,7 \| Fronville–Saint-Urbain \| 194 m \| \| \| 272,7 \| Donjeux \| 207 m \| \| \| 276,1 \| Marne (48 m) \| Marne (48 m) \| \| \| 276,2 \| Canal de la Marne à la Saône (44 m) \| Canal de la Marne à la Saône (44 m) \| \| \| 276,4 \| Gudmont \| 210 m \| \| \| 277,2 \| Canal de la Marne à la Saône (18 m) \| Canal de la Marne à la Saône (18 m) \| \| \| \| \| \| \| \| 277,2 +278,2 \| Marne (2×) (56+70 m) \| Marne (2×) (56+70 m) \| \| \| \| \| \| \| \| 278,7 \| Canal de la Marne à la Saône (33 m) \| Canal de la Marne à la Saône (33 m) \| \| \| 278,8 \| Tunnel de Gutmont (269 m) \| 220 m \| \| \| 279,2 \| Canal de la Marne à la Saône (20 m) \| Canal de la Marne à la Saône (20 m) \| \| \| 279,3 \| Marne (34 m) \| Marne (34 m) \| \| \| 281,1 \| Froncles \| 219 m \| \| \| 284,6 \| Vignory \| 228 m \| \| \| 288,6 \| Vraincourt-Viéville \| 236 m \| \| \| \| Bahnstrecke Bologne–Pagny-sur-Meuse von Neufchâteau \| \| \| \| 293 \| Bologne \| 242 m \| \| \| 295,4 \| Marault 254 m \| Marault 254 m \| \| \| 301,2 \| Jonchery \| 286 m \| \| \| 303,7260 \| Bahnstrecke Paris–Mulhouse von/nach Paris Gare de l’Est \| Bahnstrecke Paris–Mulhouse von/nach Paris Gare de l’Est \| \| \| \| N67 \| \| \| \| 260,8 \| Viaduc de Chaumont (Suize) (600 m) \| Viaduc de Chaumont (Suize) (600 m) \| \| \| 261,8 \| Chaumont \| 314 m \| \| \| \| Bahnstrecke Paris–Mulhouse nach Mulhouse \| \| |                      |                                                                  |                                                                  |
| Strecke |                      | Bahnstrecke Paris–Strasbourg von Paris Gare de l’Est             | Bahnstrecke Paris–Strasbourg von Paris Gare de l’Est             |
| ehemaliger Bahnhof | 217,1                | Blesme-Haussignémont                                             | 109 m                                                            |
| Abzweig geradeaus und nach links |                      | Bahnstrecke Paris–Strasbourg nach Straßburg                      | Bahnstrecke Paris–Strasbourg nach Straßburg                      |
| ehemaliger Haltepunkt / Haltestelle | 223,5                | Saint-Vrain                                                      | 141 m                                                            |
| ehemaliger Haltepunkt / Haltestelle | 225,5                | Vouillers                                                        | 142 m                                                            |
| ehemaliger Haltepunkt / Haltestelle | 227,2                | Saint-Eulien                                                     | 142 m                                                            |
| ehemalige Grenze | 228                  | Départementsgrenze Marne / Haute-Marne                           | Départementsgrenze Marne / Haute-Marne                           |
| ehemaliger Bahnhof | 230                  | Villiers-en-Lieu                                                 | 140 m                                                            |
| Bahnhof | 234,3                | Saint-Dizier                                                     | 145 m                                                            |
| Strecke mit Straßenbrücke |                      | N4                                                               | N4                                                               |
| Abzweig geradeaus, ehemals nach links und ehemals von links |                      | Bahnstrecke Revigny–Saint-Dizier nach/von Revigny                | Bahnstrecke Revigny–Saint-Dizier nach/von Revigny                |
| Abzweig geradeaus und nach rechts | 235,3                | Bahnstrecke St-Dizier–Doulevant-le-Château nach Doulevant-le-Ch. | Bahnstrecke St-Dizier–Doulevant-le-Château nach Doulevant-le-Ch. |
| ehemaliger Haltepunkt / Haltestelle | 238                  | Marnaval                                                         | 148 m                                                            |
| ehemalige Grenze |                      | Départementsgrenze Haute-Marne / Marne                           | Départementsgrenze Haute-Marne / Marne                           |
| ehemaliger Haltepunkt / Haltestelle | 239,8                | Ancerville-Güe                                                   | 153 m                                                            |
| Abzweig geradeaus und ehemals nach links |                      | Bahnstrecke Guë–Menaucourt nach Menaucourt                       | Bahnstrecke Guë–Menaucourt nach Menaucourt                       |
| ehemalige Grenze |                      | Départementsgrenze Marne / Haute-Marne                           | Départementsgrenze Marne / Haute-Marne                           |
| Brücke über Wasserlauf | 240,4                | Canal de la Marne à la Saône (12 m)                              | Canal de la Marne à la Saône (12 m)                              |
| |                      |                                                                  |                                                                  |
| Brücke über Wasserlauf | 240,6 +242,2         | Marne (2×) (112+89 m)                                            | Marne (2×) (112+89 m)                                            |
| |                      |                                                                  |                                                                  |
| Brücke über Wasserlauf | 242,6                | Canal de la Marne à la Saône (12 m)                              | Canal de la Marne à la Saône (12 m)                              |
| Bahnhof | 244,6                | Eurville                                                         | 159 m                                                            |
| Haltepunkt / Haltestelle | 249,3                | Bayard                                                           | 165 m                                                            |
| Bahnhof | 253,5                | Chevillon                                                        | 171 m                                                            |
| ehemaliger Haltepunkt / Haltestelle | 257,7                | Curel-Autigny                                                    | 177 m                                                            |
| Brücke über Wasserlauf | 261,2                | Canal de la Marne à la Saône (15 m)                              | Canal de la Marne à la Saône (15 m)                              |
| Brücke über Wasserlauf | 261,3                | Marne (70 m)                                                     | Marne (70 m)                                                     |
| Abzweig geradeaus und ehemals von rechts |                      | Bahnstrecke Jessains–Sorcy von Montier-en-Der                    | Bahnstrecke Jessains–Sorcy von Montier-en-Der                    |
| Bahnhof | 263,6                | Joinville                                                        | 188 m                                                            |
| Abzweig geradeaus und nach links |                      | Bahnstrecke Jessains–Sorcy nach Gondrecourt                      | Bahnstrecke Jessains–Sorcy nach Gondrecourt                      |
| Haltepunkt / Haltestelle | 268,7                | Fronville–Saint-Urbain                                           | 194 m                                                            |
| Bahnhof | 272,7                | Donjeux                                                          | 207 m                                                            |
| Brücke über Wasserlauf | 276,1                | Marne (48 m)                                                     | Marne (48 m)                                                     |
| Brücke über Wasserlauf | 276,2                | Canal de la Marne à la Saône (44 m)                              | Canal de la Marne à la Saône (44 m)                              |
| Bahnhof | 276,4                | Gudmont                                                          | 210 m                                                            |
| Brücke über Wasserlauf | 277,2                | Canal de la Marne à la Saône (18 m)                              | Canal de la Marne à la Saône (18 m)                              |
| |                      |                                                                  |                                                                  |
| Brücke über Wasserlauf | 277,2 +278,2         | Marne (2×) (56+70 m)                                             | Marne (2×) (56+70 m)                                             |
| |                      |                                                                  |                                                                  |
| Brücke über Wasserlauf | 278,7                | Canal de la Marne à la Saône (33 m)                              | Canal de la Marne à la Saône (33 m)                              |
| Tunnel | 278,8                | Tunnel de Gutmont (269 m)                                        | 220 m                                                            |
| Brücke über Wasserlauf | 279,2                | Canal de la Marne à la Saône (20 m)                              | Canal de la Marne à la Saône (20 m)                              |
| Brücke über Wasserlauf | 279,3                | Marne (34 m)                                                     | Marne (34 m)                                                     |
| Bahnhof | 281,1                | Froncles                                                         | 219 m                                                            |
| Bahnhof | 284,6                | Vignory                                                          | 228 m                                                            |
| ehemaliger Haltepunkt / Haltestelle | 288,6                | Vraincourt-Viéville                                              | 236 m                                                            |
| Abzweig geradeaus und ehemals von links |                      | Bahnstrecke Bologne–Pagny-sur-Meuse von Neufchâteau              | Bahnstrecke Bologne–Pagny-sur-Meuse von Neufchâteau              |
| Bahnhof | 293                  | Bologne                                                          | 242 m                                                            |
| ehemaliger Haltepunkt / Haltestelle | 295,4                | Marault 254 m                                                    | Marault 254 m                                                    |
| ehemaliger Haltepunkt / Haltestelle | 301,2                | Jonchery                                                         | 286 m                                                            |
| Abzweig geradeaus und ehemals von rechts | 303,7260             | Bahnstrecke Paris–Mulhouse von/nach Paris Gare de l’Est          | Bahnstrecke Paris–Mulhouse von/nach Paris Gare de l’Est          |
| Strecke mit Straßenbrücke |                      | N67                                                              | N67                                                              |
| Brücke über Wasserlauf | 260,8                | Viaduc de Chaumont (Suize) (600 m)                               | Viaduc de Chaumont (Suize) (600 m)                               |
| Bahnhof | 261,8                | Chaumont                                                         | 314 m                                                            |
| Strecke |                      | Bahnstrecke Paris–Mulhouse nach Mulhouse                         | Bahnstrecke Paris–Mulhouse nach Mulhouse                         |

Die Bahnstrecke Blesme-Haussignémont–Chaumont ist eine ehemals zweigleisige, normalspurige Bahnstrecke in der heutigen Region Grand Est in Frankreich. Sie wurde in den Jahren 1854 bis 1857 eröffnet. Nur der erste, knapp 20 Kilometer lange Teil bis Saint-Dizier wurde 1961 elektrifiziert. Die knapp 90 Kilometer lange Strecke stellt heute eine wichtige Querverbindung der beiden Magistralen Paris-Strasbourg und Paris–Mulhouse dar.

## Geschichte
Das Baugesuch der neu gegründeten Compagnie du chemin de fer de Blesme et Saint-Dizier à Gray für den Streckenbau vom 26. März 1852 wurde drei Monate später bewilligt. Mit der Abnahme der Strecke ging der Besitz an die Compagnie du chemin de fer de Paris à Strasbourg über, die 1854 von den Chemins de fer de l’Est übernommen wurde. Der letzte Abschnitt der Strecke Donjeux–Chaumont konnte dann bereits unter neuem Besitzer am 25. April 1857 eingeweiht werden. Zum 1. Januar 1938 wurde die Gesellschaft mit ihrer Liegenschaft verstaatlicht und bis zum 1. Januar 1997 unter der SNCF geführt. Bis 2014 stand die Strecke unter der Kontrolle der Réseau ferré de France (RFF), die dem Verkehrsministerium unterstand. Seitdem betreibt die SNCF Réseau das Streckennetz.

## Streckenverlauf
Die Strecke führt über nahezu ebenes Terrain und folgt ab Saint-Dizier grob dem Verlauf der Marne. Als Besonderheit gilt der nördliche Gleisbogen, der vollständig um den Ort Blesme in Fahrtrichtung Saint-Dizier herumführt, während das Gleis der Gegenrichtung südlich am Ortsrand entlangführt. Der Maximalabstand der beiden Gleiskörper beträgt etwa 500 Meter, der Bogen selbst ist gut 2000 Meter lang. Grund für diese Gleisführung ist der unmittelbar westlich folgende Bahnhof Blesme-Haussignémont, der ein Überwerfungsbauwerk näher am Südgleis über oder unter der Strecke nach Straßburg verhinderte.
Bis Joinville verläuft die Strecke in Nordwest-Südost-, ab dort bis Chaumont in Nord-Süd-Richtung. Als besondere Bauwerke sind der Tunnel bei Gutmont zu nennen, bei dem der Umlaufberg Fôret de Georges durchschnitten wird, und das sechshundert Meter lange Viaduc de Chaumont, das die Suize, einen linken Zulauf der Marne, überbrückt.

## Personenverkehr
Alle auf dieser Bahnstrecke verkehrenden Personenzüge werden von der TER Grand Est bedient.
Die Frequenz der Zugfahrten nimmt nach Südosten hin ab. Während von Châlons-en-Champagne kommend werktags noch 17 Zugpaare bis St. Dizier verkehren, sind es bis Joinville nur noch sechs und ab dort bis Chaumont nur noch zwei Verbindungen. Diese beiden Züge verbinden die beiden Metropolen Reims und Dijon. Die Züge, die in St. Dizier enden, kommen teilweise von Paris-Est. Sonn- und feiertags verkehren etwa halb so viele Zugpaare.